# Olax gambecola
Olax gambecola är en tvåhjärtbladig växtart som beskrevs av Henri Ernest Baillon. Olax gambecola ingår i släktet Olax och familjen Olacaceae. Inga underarter finns listade i Catalogue of Life.